# Vista Alegre (stacja metra)
Vista Alegre – stacja metra w Madrycie, na linii 5. Znajduje się w dzielnicy Carabanchel, w Madrycie i zlokalizowana jest pomiędzy stacjami Oporto i Carabanchel. Została otwarta 5 czerwca 1968.